# Chiesa di San Quirico (Minusio)

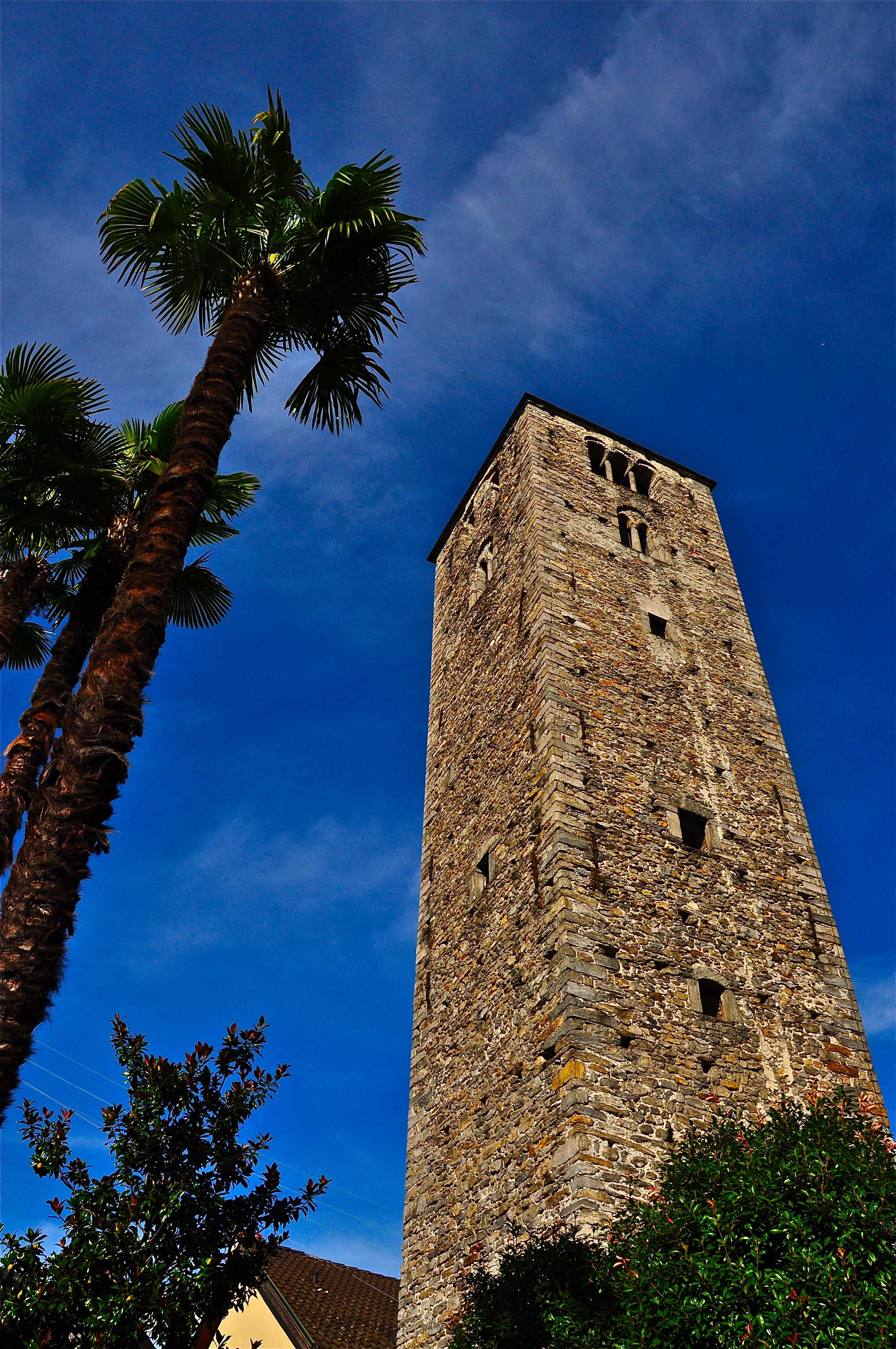
Torre di Vedetta

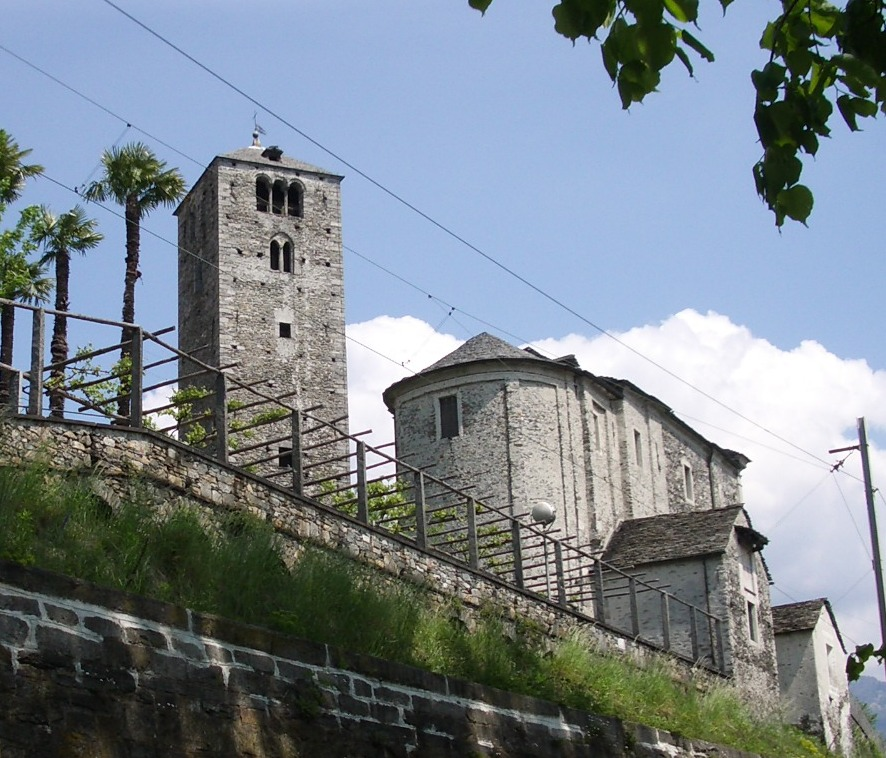
Chiesa di San Quirico

La chiesa di San Quirico' è un edificio religioso che si trova a Minusio-Rivapiana, sul Lago Maggiore, in Canton Ticino.

## Storia
La costruzione viene citata per la prima volta in documenti storici risalenti al 1313. Fra il 1795 ed il 1834 venne ampliata e sostanzialmente rimaneggiata secondo lo stile neoclassico, capovolgendo anche l'asse della chiesa.

## Descrizione
La chiesa si presenta con una pianta ad unica navata, sovrastata da una volta a botte e conclusa da un coro semicircolare. In navata sono visibili alcuni frammenti di affreschi risalenti al XIII ed al XVI secolo.